# 瓦拉卡巴虎

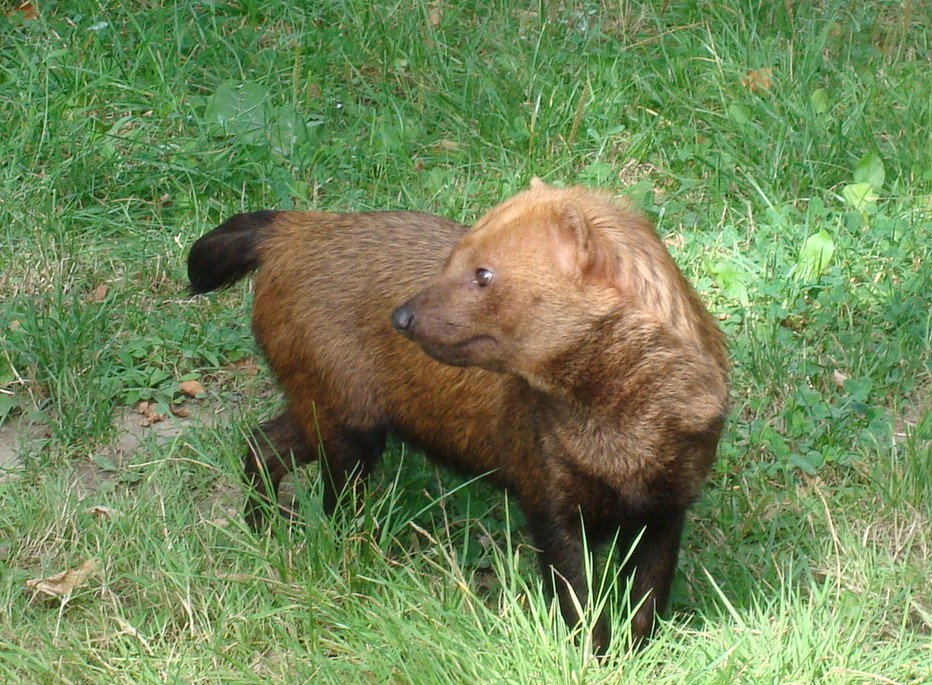
一只薮犬，这种动物被认为可能是瓦拉卡巴虎的真身。

瓦拉卡巴虎（warracaba或waracabra）是指出没于法属圭亚那-巴西的神秘动物。据记载，瓦拉卡巴虎是一种比美洲虎更大、更为凶猛的大型猫科动物。

## 历史
- 查尔斯·巴灵顿·布朗（Charles Barrington Brown）在1876出版的书籍《Canoe and Camp life in British Guiana》中记录了瓦拉卡巴虎的一些信息。据布朗的记录，瓦拉卡巴虎是一种凶猛的老虎，它的声音与灰翅喇叭鹤（英语：Grey-winged trumpeter）类似。[1]
- 埃弗拉·林图尔恩（Everard F. Im Thurn）在1883年出版的书籍《Among the Indians of Guiana》记录了瓦拉卡巴虎。[2]
- 亨利·柯克（Henry Kirke）在1898年的著作《Twenty-five years in British Guiana》一书中描述了瓦拉卡巴虎，并指出印第安人十分畏惧这一动物，将他们的独木舟视作唯一的安全避难所。[3]
- 20世纪初，李·克兰德尔（Lee S. Crandall）收集的许多瓦拉卡巴虎的资料，甚至与一名印第安目击者接触，但尽管有着许多目击报告，却只是听见声音而非真正的目击。克兰德尔的调查结论为，瓦拉卡巴虎实际上是薮犬，[3]这是一种分布于巴拿马、哥伦比亚、委内瑞拉、玻利维亚、秘鲁、厄瓜多尔、圭亚那、巴拉圭、阿根廷东北部及巴西的犬科动物，它们会以悲鸣进行交流。[4]